# EOF
Em ciência da computação, programação de computadores e gestão de dados, o termo EOF (sigla do inglês, "end of file", significando "fim de arquivo") é utilizado para representar o fim de um fluxo de dados ou o fim do arquivo sendo lido, ou escrito. Sistemas operacionais e aplicações de computador utilizam um marcador de EOF para entenderem que o fim dos dados foi alcançado, e que portanto o conteúdo já se encontra completamente lido, ou processado, impedindo assim a ocorrência de erros de leitura ou escrita e auxiliando a organização mais eficiente dos dados.

## Funcionamento

### Manipulação de arquivos e fluxos de dados
Ao manipular arquivos e fluxos de dados, um programa abre o conteúdo em questão e realiza leitura sequencialmente. O processo funciona tipicamente com os seguintes processos:
- Abertura do arquivo (file open): o programa abre o conteúdo, criando um ponteiro no início do arquivo.
- Leitura de dados: o programa lê dados sequencialmente, movendo o ponteiro adiante após cada operação de leitura.
- Detecção do fim de arquivo (EOF): quando o ponteiro alcança o final do fluxo de dados, o sistema operacional assinala a condição de EOF, fazendo com que o programa pare de ler a partir do arquivo.
- Valor de retorno: muitas linguagens de programação utilizam um valor de retorno específico, como -1 ou NULL, para indicar a condição EOF, permitindo que o programa trate do final de arquivo apropriadamente.

### Casos de uso
Dado que a indicação de fim de arquivo, EOF, é um aspecto essencial para a manipulação de fluxos de dados e arquivos, existem diversas tarefas para as quais o conceito é amplamente usado, entre as quais:
- Leitura de arquivos de texto linha-a-linha: quando necessita realizar a leitura de um arquivo de texto linha-a-linha, o programa verifica a condição EOF para determinar quando deve parar a operação. Este é um método comum em processamento de dados e de arquivos.
- Processamento de arquivos binários: no processamento de arquivos binários, a marcação EOF auxilia a indicar quando o último byte foi lido, evitando erros causados pela tentativa de leitura além do final do arquivo.
- Controle de repetição na análise de arquivos: muitos laços de repetição de leitura de arquivos utilizam o EOF como condição de saída de loop. Isso é crucial manter a manipulação de arquivos eficiente e evitar loops infinitos.

### Linguagens de programação

#### Linguagem C
Na linguagem de programação C, o acesso a arquivos e outras funções de entrada e saída podem retornar um valor igual ao valor simbólico EOF (macro), para indicar que uma condição de fim de arquivo ocorreu. O valor do EOF é -1, mas é um valor dependente do sistema. A macro EOF é expandida pelo pré-processador ao seu valor de fato, antes da compilação do código.

#### Linguagem Python
Em Python, funções como read() e readline() detectam a condição de final de arquivo EOF retornando uma string de caracteres vazia () quando não existem mais dados a ler. As rotinas de manipulação de arquivos do Python são projetadas para ler até o final do arquivo automaticamente, de forma que o tratamento explícito da condição EOF é menos comum.

#### Linguagem Java
Em Java,  as classes InputStream e Reader utilizam -1 como marcador da condição EOF. Ao realizar a leitura de arquivos, métodos como read() retornam o valor -1 caso o final de arquivo seja encontrando, sinalizando o ocorrido devidamente.

#### JavaScript (Node.js)
No Node.js, o módulo fs (file system) utiliza funções callback que terminam uma vez que o arquivo seja completamente lido. Enquanto a condição EOF não é explicitamente tratada, o Node.js interrompe a leitura assim que alcança o final do fluxo de dados.

#### Linguagem Ruby
Na linguagem Ruby, os métodos da classe File como gets and readline retornam o valor nil quando alcançam a condição de final de arquivo. Este comportamento pode ser usado como condição de loop para interromper a leitura do arquivo.

### Sistemas Operacionais
Nos sistemas Unix, uma indicação de final de arquivo EOF é enviada quando são pressionadas as teclas CTRL+D em uma shell interativa (console). No Microsoft Windows, esta indicação é enviada quando são pressionadas as teclas CTRL+Z. Nos sistemas MS-DOS, PC-DOS e DR-DOS, costuma-se dizer que CTRL+Z envia um sinal de final de arquivo EOF, porém, tais sistemas não possuíam uma representação deste tipo, sendo que o MS-DOS travava os arquivos registrando a posição de final de arquivo diretamente nos metadados do arquivo.